# تشنغ هينج
تشنغ هينج (بالإنجليزية: Cheng Heng)‏ (و. 1916 – 1996 م) هو سياسي من كمبوديا، ولد في محافظة تاكو، توفي في محافظة تاكو، عن عمر يناهز 80 عاماً.

## مناصب
تولى منصب عضو الجمعية الوطنية في كمبوديا.